# 比拉马利亚
比拉马利亚，是西班牙加泰罗尼亚赫罗纳省的一个市镇。总面积9平方公里，总人口880人（2001年），人口密度98人/平方公里。